# Verzorgingsplaats Hondsiep
Verzorgingsplaats Hondsiep is een Nederlandse verzorgingsplaats aan de A73 Maasbracht-Nijmegen tussen knooppunt Rijkevoort en afrit 5, nabij Haps, gemeente Land van Cuijk.
Bij de verzorgingsplaats ligt een tankstation van Shell en een Fastned-snellaadstation.
Aan de andere kant van de snelweg ligt verzorgingsplaats Lokkant.
Richting Maasbracht: Lokkant · De Wuust · Hoogvonderen
Richting Ewijk: Spik · Romeinse Put · Hondsiep